# Cochranella euknemos
Cochranella euknemos е вид жаба от семейство Centrolenidae. Видът не е застрашен от изчезване.

## Разпространение
Разпространен е в Колумбия, Коста Рика и Панама.

## Описание
Популацията на вида е намаляваща.